# Alpherpolder
De Alpherpolder is een poldergebied en een voormalig waterschap in de Nederlandse provincie Zuid-Holland, in de gemeente Alphen aan den Rijn.
Het waterschap was in 1969 ontstaan bij een fusie van:
- Kerk en Zanen
- Rietveld